# Eduard Chmelár
Eduard Chmelár (ur. 21 sierpnia 1971 w Modrej) – słowacki dziennikarz, publicysta, eseista, nauczyciel akademicki, aktywista społeczny i polityk, kandydat w wyborach prezydenckich w 2019.

## Życiorys
Uczęszczał do szkoły średniej w Pezinoku, w 1989 podczas aksamitnej rewolucji był przedstawicielem Społeczeństwa przeciw Przemocy w tym mieście. Ukończył następnie dziennikarstwo na Uniwersytecie Komeńskiego w Bratysławie. Kształcił się też w zakresie stosunków międzykulturowych na University of Warwick. W 2005 habilitował się w zakresie historii Słowacji.
Pracował jako dziennikarz w gazecie „Práca”, a także w periodykach poświęconych literaturze. Był redaktorem naczelnym czasopisma „Knižná revue”. Założył i kierował redakcją tygodnika „Slovo”. Był dyrektorem instytutu nauk politycznych na uczelni PEVŠ w Bratysławie, wykładał też na Uniwersytecie Konstantyna Filozofa w Nitrze. W 2012 został rektorem uczelni Akadémia médií, odborná vysoká škola mediálnej a marketingovej komunikácie v Bratislave, którą kierował do 2016.
Organizator różnych akcji społecznych, m.in. kampanii na rzecz zniesienia powszechnej służby wojskowej w 2001 i marszu przeciwko wojnie w Iraku w 2003. Autor publikacji książkowych, w tym esejów Rozprava o zjednotení ľudstva (2001) i Svet nie je na predaj (2003). Twórca scenariusza serialu dokumentalnego Magická osmička (2008) oraz autor filmu dokumentalnego Slovenské národné povstanie 1944 (2009).
W 2019 kandydował w wyborach prezydenckich, zajmując 8. miejsce w I turze z wynikiem 2,8% głosów. W tym samym roku stanął na czele lewicowego ruchu politycznego Socialisti.sk. Pełnił tę funkcję do 2020, kiedy to został honorowym przewodniczącym tej organizacji.